# 三井浩二
三井 浩二（みつい こうじ、1973年9月15日 - ）は、北海道足寄郡足寄町出身の元プロ野球選手（投手）、野球指導者、MLB野球解説者。左投左打。

## 経歴

### プロ入り前
北海道足寄高等学校3年時の1991年にプロ野球ドラフト会議で阪神タイガースと福岡ダイエーホークスが4位指名で競合し、抽選の結果ダイエーが交渉権を獲得したが、「4位以下なら社会人で鍛え直して最チャンスを待つ」との理由からダイエーへの入団を拒否し、社会人野球の新日本製鐵室蘭へ入団した。なお、くじを外した阪神は、桧山進次郎を指名。
1994年に新日鐵グループの野球部の統廃合に伴って新日本製鐵広畑へ転籍。都市対抗野球では補強として2年連続で先発するなど、チームのエースとして活躍した。2000年のプロ野球ドラフト会議前には最高球速148 km/hの速球を投げる左投手として注目され、西武ライオンズ、オリックス・ブルーウェーブ、大阪近鉄バファローズ、阪神の4球団が獲得に名乗りを上げたが、本人は西武入りを希望し、同年11月13日には西武を逆指名することを表明。ドラフトでは西武から2位指名を受け、交渉権を獲得。契約金1億円、出来高払い5000万円、年俸1300万円（金額は推定）で合意。

### プロ入り後
2001年、プロ初勝利を含む3勝を記録、二軍でも活躍しイースタン・リーグ優勝や自身がMVP選出のファーム日本選手権制覇などに貢献。
2002年、スクリューボールを習得。この年は中継ぎでの登板が多かったが、15試合に先発した。結局41試合に登板し、10勝を挙げ、初めて規定投球回に達して防御率リーグ5位の成績を残し、チームの優勝に貢献した。同年はオールスターゲームに出場。
2003年は2年連続となる10勝以上を挙げたものの、防御率は5点台に低下。
翌2004年はわずか9試合に登板にとどまり、2勝に終わった。
2005年シーズン後半から中継ぎへ転向。同年は28試合に登板したが、防御率4.95と安定しなかった。千葉ロッテマリーンズとのプレーオフ第1ステージ第1戦では勝ち越し点を与え敗戦投手となってしまった。チームは次の試合も敗れプレーオフ敗退となった。
2006年、この年から本格的に中継ぎとなり、石井貴に次ぐチーム2位のホールドを挙げた。45試合に登板し、防御率は年間通じて1点台、被本塁打は1本だった。
2007年、自己最多の47試合に登板し、リーグ3位の27ホールドポイント、防御率2.22を記録した。
2008年、同年は23試合の登板で防御率7点台と精彩を欠いたシーズンとなった。シーズン終了後、ポスティングシステムを利用する。西武でのポスティングシステム利用は3人目で、35歳での利用は史上最高齢であった。しかし期限までに入札を行う球団は現れず、2009年1月5日に再申請を申し出るが、入札を行う球団はなく、西武と再契約する。「入札されなかった選手が同一年度内に再度ポスティングシステムを利用すること」や、「2回続けて応札がなかったこと」は、共に史上初である。
2009年は19試合の登板に終わり、防御率6.23と不調を脱することができなかった。10月2日に戦力外通告を受ける。シーズン終了後、12球団合同トライアウトに参加した。
2010年は東北楽天ゴールデンイーグルスの春季キャンプにテスト生として参加、3月4日にはかつて入団を断った経緯がある福岡ソフトバンクホークスの入団テストを受けたが、いずれも不合格となり、3月30日に現役引退を表明。

### 現役引退後
J SPORTSのメジャーリーグ中継で解説者に就任。
2011年7月、埼玉県入間市に「入間野球道場」を開講。その野球道場は西武の大友進、加世田美智久が講師を務めていた。
2015年、駿河台大学野球部コーチも就任。同年10月には、「三井杯十勝少年野球チャンピオンシップ大会」を北海道十勝管内で開催。
また、球児や指導者などに様々な野球に関する有益なコンテンツを発信する「Baseball MAPS」を立ち上げ、代表を務める。
2020年12月、社会人野球チーム・SUNホールディングス硬式野球部の投手コーチに就任。

## 人物
石川知裕は小中学校の同級生で野球部のチームメイト。
地元足寄町の出身の松山千春と交流が深く、自身のシンカー系の変化球に「チハルボール」と名づける。当初は後援会長を務めていた政治家の鈴木宗男にあやかり「ムネオボール」と名づけていたが、鈴木の不祥事により名称を変更。
文化放送ライオンズナイターでは「大空と大地の申し子」と呼ばれる。
息子も野球をプレーしており、浦和学院高校で1年生ながら4番打者に抜擢されるなど活躍している。子息は2024年のドラフトでプロ志望届を出したが指名漏れになっている。

## 詳細情報

### 年度別投手成績
| 年 度     | 球 団     | 登 板 | 先 発 | 完 投 | 完 封 | 無 四 球 | 勝 利 | 敗 戦 | セ 丨 ブ | ホ 丨 ル ド | 勝 率 | 打 者 | 投 球 回 | 被 安 打 | 被 本 塁 打 | 与 四 球 | 敬 遠 | 与 死 球 | 奪 三 振 | 暴 投 | ボ 丨 ク | 失 点 | 自 責 点 | 防 御 率 | W H I P |
| --------- | --------- | ----- | ----- | ----- | ----- | -------- | ----- | ----- | -------- | ----------- | ----- | ----- | -------- | -------- | ----------- | -------- | ----- | -------- | -------- | ----- | -------- | ----- | -------- | -------- | ------- |
| 2001      | 西武      | 29    | 15    | 0     | 0     | 0        | 3     | 3     | 0        | --          | .500  | 406   | 88.0     | 100      | 9           | 46       | 0     | 3        | 70       | 2     | 0        | 55    | 51       | 5.22     | 1.66    |
| 2002      | 西武      | 41    | 17    | 1     | 1     | 0        | 10    | 2     | 0        | --          | .833  | 574   | 140.0    | 128      | 17          | 34       | 2     | 4        | 94       | 1     | 0        | 51    | 49       | 3.15     | 1.16    |
| 2003      | 西武      | 41    | 15    | 1     | 0     | 1        | 11    | 5     | 0        | --          | .688  | 542   | 120.2    | 128      | 16          | 59       | 2     | 7        | 84       | 2     | 0        | 76    | 70       | 5.22     | 1.55    |
| 2004      | 西武      | 9     | 8     | 0     | 0     | 0        | 2     | 3     | 0        | --          | .400  | 224   | 45.2     | 67       | 8           | 15       | 0     | 4        | 27       | 2     | 0        | 42    | 39       | 7.69     | 1.80    |
| 2005      | 西武      | 28    | 2     | 0     | 0     | 0        | 1     | 2     | 0        | 2           | .333  | 174   | 40.0     | 43       | 5           | 13       | 0     | 3        | 42       | 1     | 0        | 22    | 22       | 4.95     | 1.40    |
| 2006      | 西武      | 45    | 0     | 0     | 0     | 0        | 4     | 1     | 1        | 21          | .800  | 223   | 52.0     | 47       | 1           | 17       | 2     | 1        | 42       | 0     | 0        | 16    | 10       | 1.73     | 1.23    |
| 2007      | 西武      | 47    | 0     | 0     | 0     | 0        | 4     | 2     | 0        | 23          | .667  | 180   | 44.2     | 40       | 3           | 12       | 1     | 0        | 35       | 2     | 0        | 12    | 11       | 2.22     | 1.16    |
| 2008      | 西武      | 23    | 0     | 0     | 0     | 0        | 1     | 1     | 0        | 3           | .500  | 116   | 24.0     | 33       | 2           | 10       | 0     | 4        | 12       | 0     | 0        | 20    | 20       | 7.50     | 1.79    |
| 2009      | 西武      | 19    | 0     | 0     | 0     | 0        | 0     | 1     | 0        | 5           | .000  | 55    | 13.0     | 12       | 4           | 3        | 0     | 0        | 7        | 0     | 0        | 9     | 9        | 6.23     | 1.15    |
| 通算：9年 | 通算：9年 | 282   | 57    | 2     | 1     | 1        | 36    | 20    | 1        | 54          | .643  | 2494  | 568.0    | 598      | 65          | 209      | 7     | 26       | 413      | 10    | 0        | 303   | 281      | 4.45     | 1.42    |

- 各年度の太字はリーグ最高

### 表彰
- オールスターゲーム優秀選手賞：1回 （2002年第1戦）
- オールスターゲーム新人賞 （2002年）
- ファーム日本選手権MVP：1回 （2001年）

### 記録
初記録
- 初登板：2001年3月25日、対千葉ロッテマリーンズ2回戦（西武ドーム）、4回表1死に2番手として救援登板、2回2/3を2失点
- 初奪三振：同上、5回表に諸積兼司から
- 初先発登板：2001年3月31日、対大阪近鉄バファローズ2回戦（西武ドーム）、5回5失点
- 初勝利・初先発勝利：2001年5月10日、対大阪近鉄バファローズ8回戦（西武ドーム）、5回1/3を3失点
- 初完投勝利・初完封勝利：2002年3月31日、対千葉ロッテマリーンズ2回戦（札幌ドーム）
- 初ホールド：2005年7月12日、対千葉ロッテマリーンズ11回戦（インボイスSEIBUドーム）、4回表2死に2番手として救援登板、2回1/3を1失点
- 初セーブ：2006年9月5日、対千葉ロッテマリーンズ17回戦（千葉マリンスタジアム）、8回裏に5番手として救援登板・完了、2回無失点

その他の記録
- オールスターゲーム出場：1回 （2002年）

### 背番号
- 29 （2001年 - 2009年）